# Људи мачке
Људи мачке (енгл. Cat People) амерички је црно-бели хорор филм из 1942. године, редитеља Жака Турнера, који представља једно од најутицајнијих и најзначајнијих остварења жанра. Радња прати Српкињу Ирену Дубровну, која се удаје за Американца Оливера Рида, али се плаши да ће је стићи породично проклетство, по коме се жене претварају у пантере када су узбуђене. Главне улоге тумаче Симон Симон, Кент Смит, Том Конвеј и Џејн Рандолф. Ово је први познати холивудски филм у коме је главни лик из Србије, у коме се може чути српски језик и у коме се дискутују догађаји из српске историје.
Упркос ниском буџету, филм је добио веома позитивне оцене и данас се сматра култним класиком. Критичар Роџер Иберт сврстао га је међу најзначајније филмове из периода 1940-их. Године 1993. Конгресна библиотека га је изабрала за чување у Националном филмском регистру. Сцена у којој Ирена прати Алис, имала је снажан утицај на развој „џамп скерова”, а техника којом је снимана сцена је касније постала позната као Лутонов бус (по продуценту Валу Лутону).
Филм је 1944. добио наставак под насловом Проклетство људи мачака, а 1982. истоимени римејк који је режирао Пол Шрејдер. Антихеројина из стрипова издавачке куће Ди-Си комикс, Жена-мачка, неколико пута је користила алијас Ирена Дубровна.

## Радња
У зоолошком врту Сентрал парка, модна илустраторка из Србије, Ирена Дубровна, прави скице црног пантера. Она привлачи пажњу поморског инжењера Оливера Рида, који започиње разговор. Ирена га позива у свој стан на чај. У њеном стану, Оливера је заинтригирао кип средњовековног ратника на коњу који својим мачем пробада велику мачку. Ирена обавештава Оливера да је фигура српски краљ Јован и да мачка представља зло. Према легенди, током средњег века, хришћански житељи њеног родног села постепено су се окренули враџбинама након што су их поробили Мамелуци. Када је краљ Јован истерао Мамелуке и видео шта су сељани постали, наредио је да буду побијени. Међутим, „најмудрији и најопакији” су побегли у планине. Оливер одбацује легенду као бесмислицу иако се чини да је Ирена схвата озбиљно.
Оливер купује Ирени маче, али када је види, оно почиње да шишти. Ирена предлаже да оду у продавницу кућних љубимаца да га замене. Када уђу у радњу, животиње подивљају у њеном присуству, а Ирена постаје немирна. Ирена постепено открива Оливеру да верује да потиче од људи мачака из њеног села и да ће се претворити у пантера ако се страствено узбуди. Упркос томе, Оливер је проси, а она пристаје. Током вечере након њиховог венчања у српском ресторану „Београд”, жена налик на мачку им прилази и обраћа се Ирени на српском са „моја сестра”.
Ирена никада не конзумира брак, плашећи се последица. Оливер је стрпљив са њом, али је на крају убеђује да посети психијатра, др Луиса Џада. Џад покушава да је убеди да њени страхови потичу од траума из детињства. У међувремену, Ирена је незадовољна када открије да се Оливер поверио својој помоћници, Алис Мур. Алис признаје Оливеру да га воли. Када Ирена има прилику да види Оливера и Алис како седе заједно у ресторану, прати Алис кући. Баш када Алис чује претећи звук, аутобус стаје крај ње и она улази у њега. Убрзо након тога, чувар земљишта открива неколико свеже убијених оваца. Отисци шапа који воде даље претварају се у отиске женских ципела. Разбарушена Ирена враћа се у свој стан; приказана је после како плаче у кади. Ирена сања др Џада обученог у краља Јована који говори о „кључу”. Она касније краде кључ од пантеровог кавеза у зоолошком врту.
Ирена, Оливер и Алис посећују музеј, а Ирена је љута када је њих двоје практично игноришу. Те вечери, када Алис оде да плива у базену своје стамбене зграде, уходи је животиња. Када Алис вришти у помоћ, Ирена се појављује, пали светло и каже да тражи Оливера. Алис касније проналази свој баде мантил поцепаним. После састанка са др Џадом, Ирена каже Оливеру да се више не плаши, али Оливер јој каже да је прекасно: схватио је да воли Алис и намерава да се разведе од Ирене. Касније на послу, Оливера и Алис је сатерала у ћошак животиња која режи. Оливер и Алис успевају да изађу из зграде, али не пре него што осете Иренин парфем.
Алис зове Џада да га упозори да се клони Ирене, али он спушта слушалицу када Ирена стигне на састанак са њим. Он страствено љуби Ирену, што је довело до њене трансформације у пантера, што је резултирало његовом смрћу. Када стигну Оливер и Алис, Ирена измиче и одлази у зоолошки врт. Она отвара пантеров кавез украденим кључем и напада је пантер који потом бежи, само да би га аутомобил у пролазу случајно ударио и убио. Поред пантеровог кавеза, Оливер и Алис проналазе Иренино тело како лежи на земљи. Оливер каже: „Никад нас није лагала”, и одводи Алис.

## Улоге
| Глумац         | Улога                |
| -------------- | -------------------- |
| Симон Симон    | Ирена Дубровна       |
| Кент Смит      | Оливер Рид           |
| Том Конвеј     | др Луис Жад          |
| Џејн Рандолф   | Алис Мур             |
| Џек Холт       | К. Р. Купер          |
| Алан Непер     | доктор Карвер        |
| Елизабет Расел | „жена мачка”         |
| Алек Крејг     | чувар зоолошког врта |
| Тереза Харис   | конобарица Мини      |
| Дот Фарли      | госпођа Егну         |